# Sicyopus nigriradiatus
Sicyopus nigriradiatus är en fiskart som beskrevs av Parenti och Maciolek, 1993. Sicyopus nigriradiatus ingår i släktet Sicyopus och familjen smörbultsfiskar. IUCN kategoriserar arten globalt som livskraftig. Inga underarter finns listade i Catalogue of Life.